# Sportlövészet az 1984. évi nyári olimpiai játékokon
Az 1984. évi nyári olimpiai játékokon a sportlövészet versenyszámait Kaliforniában Los Angelesben tartották. Ez volt az első olimpia, ahol a nők is indulhattak 10 méteres légpuska versenyszámban. Mindazonáltal a lövőversenyeket is érintette a Keleti blokk, mivel a lövőszámokat a keletiek uralták igazán.

## Éremtáblázat
(A rendező ország csapata eltérő háttérszínnel, az egyes számoszlopok legmagasabb értéke, vagy értékei vastagítással kiemelve.)
| Az 1984. évi nyári olimpiai játékok éremtáblázata sportlövészetben | Az 1984. évi nyári olimpiai játékok éremtáblázata sportlövészetben | Az 1984. évi nyári olimpiai játékok éremtáblázata sportlövészetben | Az 1984. évi nyári olimpiai játékok éremtáblázata sportlövészetben | Az 1984. évi nyári olimpiai játékok éremtáblázata sportlövészetben | Olimpia  |
| ------------------------------------------------------------------ | ------------------------------------------------------------------ | ------------------------------------------------------------------ | ------------------------------------------------------------------ | ------------------------------------------------------------------ | -------- |
|                                                                    | Ország                                                             | Arany                                                              | Ezüst                                                              | Bronz                                                              | Összesen |
| 1.                                                                 | Egyesült Államok (USA)                                             | 3                                                                  | 1                                                                  | 2                                                                  | 6        |
| 2.                                                                 | Kína (CHN)                                                         | 3                                                                  | 0                                                                  | 3                                                                  | 6        |
| 3.                                                                 | Olaszország (ITA)                                                  | 1                                                                  | 1                                                                  | 1                                                                  | 3        |
| 4.                                                                 | Franciaország (FRA)                                                | 1                                                                  | 1                                                                  | 0                                                                  | 2        |
| 5.                                                                 | Nagy-Britannia (GBR)                                               | 1                                                                  | 0                                                                  | 3                                                                  | 4        |
| 6.                                                                 | Kanada (CAN)                                                       | 1                                                                  | 0                                                                  | 0                                                                  | 1        |
|                                                                    | Japán (JPN)                                                        | 1                                                                  | 0                                                                  | 0                                                                  | 1        |
|                                                                    |                                                                    |                                                                    |                                                                    |                                                                    |          |
| 8.                                                                 | Ausztria (AUT)                                                     | 0                                                                  | 1                                                                  | 0                                                                  | 1        |
|                                                                    | Kolumbia (COL)                                                     | 0                                                                  | 1                                                                  | 0                                                                  | 1        |
|                                                                    | Dánia (DEN)                                                        | 0                                                                  | 1                                                                  | 0                                                                  | 1        |
|                                                                    | Peru (PER)                                                         | 0                                                                  | 1                                                                  | 0                                                                  | 1        |
|                                                                    | Románia (ROU)                                                      | 0                                                                  | 1                                                                  | 0                                                                  | 1        |
|                                                                    | Svédország (SWE)                                                   | 0                                                                  | 1                                                                  | 0                                                                  | 1        |
|                                                                    | Svájc (SUI)                                                        | 0                                                                  | 1                                                                  | 0                                                                  | 1        |
|                                                                    | NSZK (FRG)                                                         | 0                                                                  | 1                                                                  | 0                                                                  | 1        |
|                                                                    |                                                                    |                                                                    |                                                                    |                                                                    |          |
| 16.                                                                | Ausztrália (AUS)                                                   | 0                                                                  | 0                                                                  | 1                                                                  | 1        |
|                                                                    | Finnország (FIN)                                                   | 0                                                                  | 0                                                                  | 1                                                                  | 1        |
|                                                                    |                                                                    |                                                                    |                                                                    |                                                                    |          |
| Összesen                                                           | Összesen                                                           | 11                                                                 | 11                                                                 | 11                                                                 | 33       |

## Érmesek

### Férfiak
| Az 1984. évi nyári olimpiai játékok férfi érmesei sportlövészetben |                                         |       |                                     |       |                                         |       |
| Versenyszám                                                        | Arany                                   | Arany | Ezüst                               | Ezüst | Bronz                                   | Bronz |
| 50 méteres sportpuska, összetett                                   | Malcolm Cooper · Nagy-Britannia (GBR)   | 1173  | Daniel Nipkow · Svájc (SUI)         | 1163  | Alister Allan · Nagy-Britannia (GBR)    | 1162  |
| 50 méteres sportpuska, fekvő                                       | Edward Etzel · Egyesült Államok (USA)   | 599   | Michel Bury · Franciaország (FRA)   | 596   | Michael Sullivan · Nagy-Britannia (GBR) | 596   |
| 10 méteres légpuska                                                | Philippe Hébérle · Franciaország (FRA)  | 589   | Andreas Kronthaler · Ausztria (AUT) | 587   | Barry Dagger · Nagy-Britannia (GBR)     | 587   |
| 50 méteres sportpisztoly                                           | Hszü Haj-feng (Xu Haifeng) · Kína (CHN) | 566   | Ragnar Skanåker · Svédország (SWE)  | 565   | Vang Ji-fu (Wang Yifu) · Kína (CHN)     | 564   |
| 25 méteres gyorstüzelő pisztoly                                    | Kamacsi Takeo · Japán (JPN)             | 595   | Corneliu Ion · Románia (ROU)        | 593   | Rauno Bies · Finnország (FIN)           | 591   |

### Nők

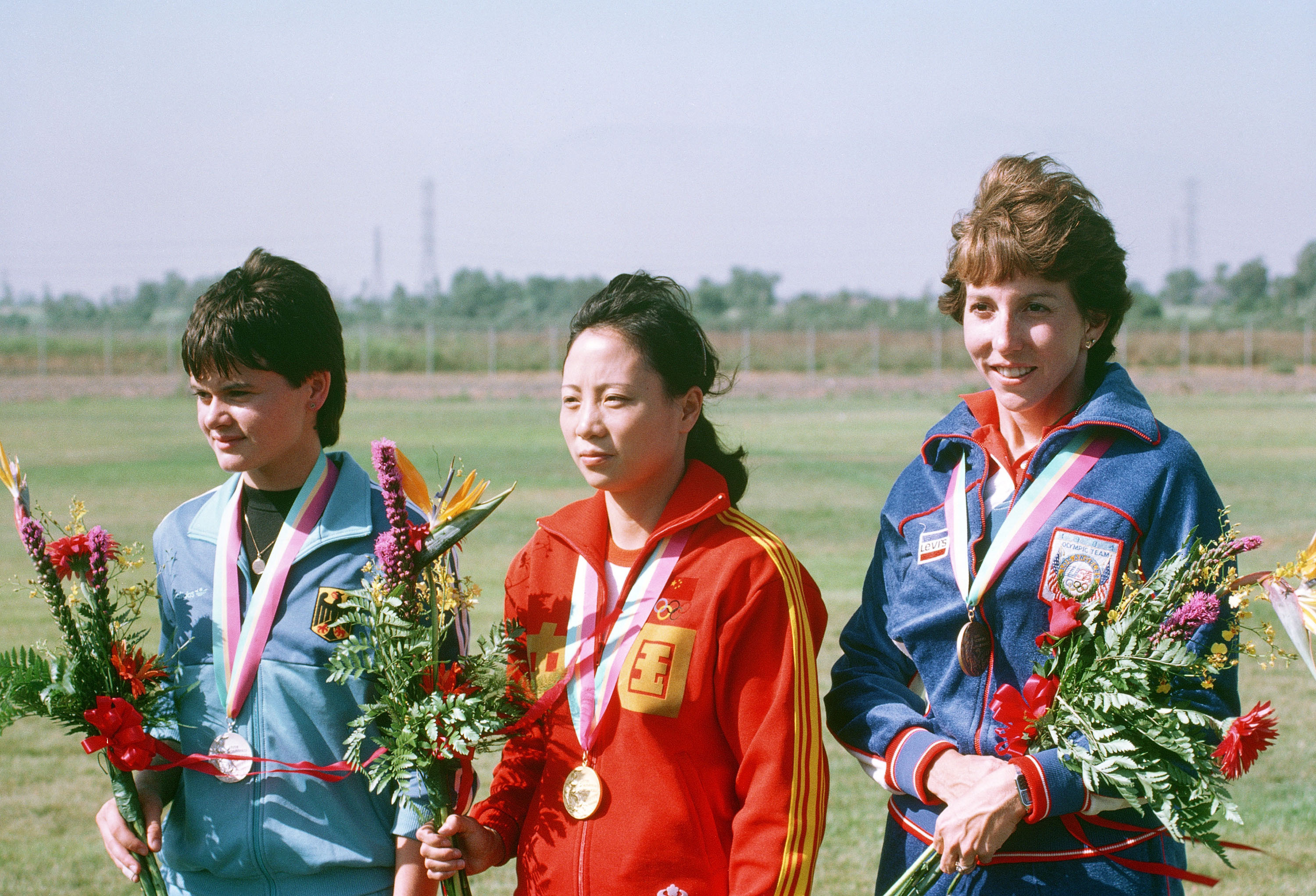
Ulrike Holmer, Vu Hsziao-hszüan (Wu Xiaoxuan), Wanda R. Jewell

| Az 1984. évi nyári olimpiai játékok női érmesei sportlövészetben |                                             |       |                                   |       |                                             |       |
| Versenyszám                                                      | Arany                                       | Arany | Ezüst                             | Ezüst | Bronz                                       | Bronz |
| 50 méteres sportpuska, összetett                                 | Vu Hsziao-hszüan (Wu Xiaoxuan) · Kína (CHN) | 581   | Ulrike Holmer · NSZK (FRG)        | 578   | Wanda Jewell · Egyesült Államok (USA)       | 578   |
| 10 méteres légpuska                                              | Pat Spurgin · Egyesült Államok (USA)        | 393   | Edith Gufler · Olaszország (ITA)  | 391   | Vu Hsziao-hszüan (Wu Xiaoxuan) · Kína (CHN) | 389   |
| 25 méteres sportpisztoly                                         | Linda Thom · Kanada (CAN)                   | 585   | Ruby Fox · Egyesült Államok (USA) | 585   | Patricia Dench · Ausztrália (AUS)           | 583   |

### Nyitott lövő események
| Az 1984. évi nyári olimpiai játékok érmesei sportlövészetben |                                         |       |                                     |       |                                            |       |
| Versenyszám                                                  | Arany                                   | Arany | Ezüst                               | Ezüst | Bronz                                      | Bronz |
| Trap                                                         | Luciano Giovannetti · Olaszország (ITA) | 192   | Francisco Boza · Peru (PER)         | 192   | Daniel Carlisle · Egyesült Államok (USA)   | 192   |
| Skeet                                                        | Matthew Dryke · Egyesült Államok (USA)  | 198   | Ole Riber Rasmussen · Dánia (DEN)   | 196   | Luca Scribani Rossi · Olaszország (ITA)    | 196   |
| 50 méteres futóvad                                           | Li Jü-vej (Li Yuwei) · Kína (CHN)       | 587   | Helmut Bellingrodt · Kolumbia (COL) | 584   | Huang Si-ping (Huang Shiping) · Kína (CHN) | 581   |